# Tipulimnoea
Tipulimnoea es un género monotípico de dípteros nematóceros perteneciente a la familia Limoniidae. Su única especie Tipulimnoea woodhilli, se distribuye por Australia.